# Casa di Svrzo
La Casa di Svrzo (in bosniaco: Svrzina kuća) è una dimora della città di Sarajevo, in Bosnia ed Erzegovina. Costruita nel XVII secolo e successivamente ristrutturata, è inclusa nell'elenco dei monumenti nazionali della Bosnia ed Erzegovina.
La casa è diventata una succursale del Museo di Sarajevo.
La casa ha interamente preservato l'intimità della vita familiare e fornisce uno spaccato della vita dei vicoli. È l'esempio meglio conservato delle dimore di Sarajevo durante il periodo ottomano.

## Descrizione
La Casa di Svrzo è spesso citata come un esempio di architettura bosniaca del periodo ottomano. Secondo vari studi si compone dei seguenti elementi: una recinzione, che delimitava la strada e separava nettamente lo spazio privato da quello pubblico, un cortile, rivestito di pietra tonda, per una più facile manutenzione, un sadirvan o fontana che serviva per mantenere l'igiene prima di entrare nella casa, l'hajat ovvero il pianterreno dove si riuniva la famiglia, e il divanhana al primo piano, uno spazio di carattere privato, e utilizzato principalmente per rilassarsi e godersi la vista del bazar o della natura. La casa possedeva un giardino fiorito e un orto.
La casa è costruita con mattoni e legno ed era caratterizzata da due parti nettamente separate, maschile e femminile. Ciò rivela i rapporti familiari patriarcali, specifici dell'intero periodo di dominio ottomano, che è durato a lungo e ha lasciato le sue tracce fino a tempi recenti. Dopo la fine dell'assedio di Sarajevo, la casa è stata ricostruita e riaperta al pubblico nel 1997. Nel corso del 2005 è stata eseguita un'altra importante ristrutturazione.

## Galleria d'immagini

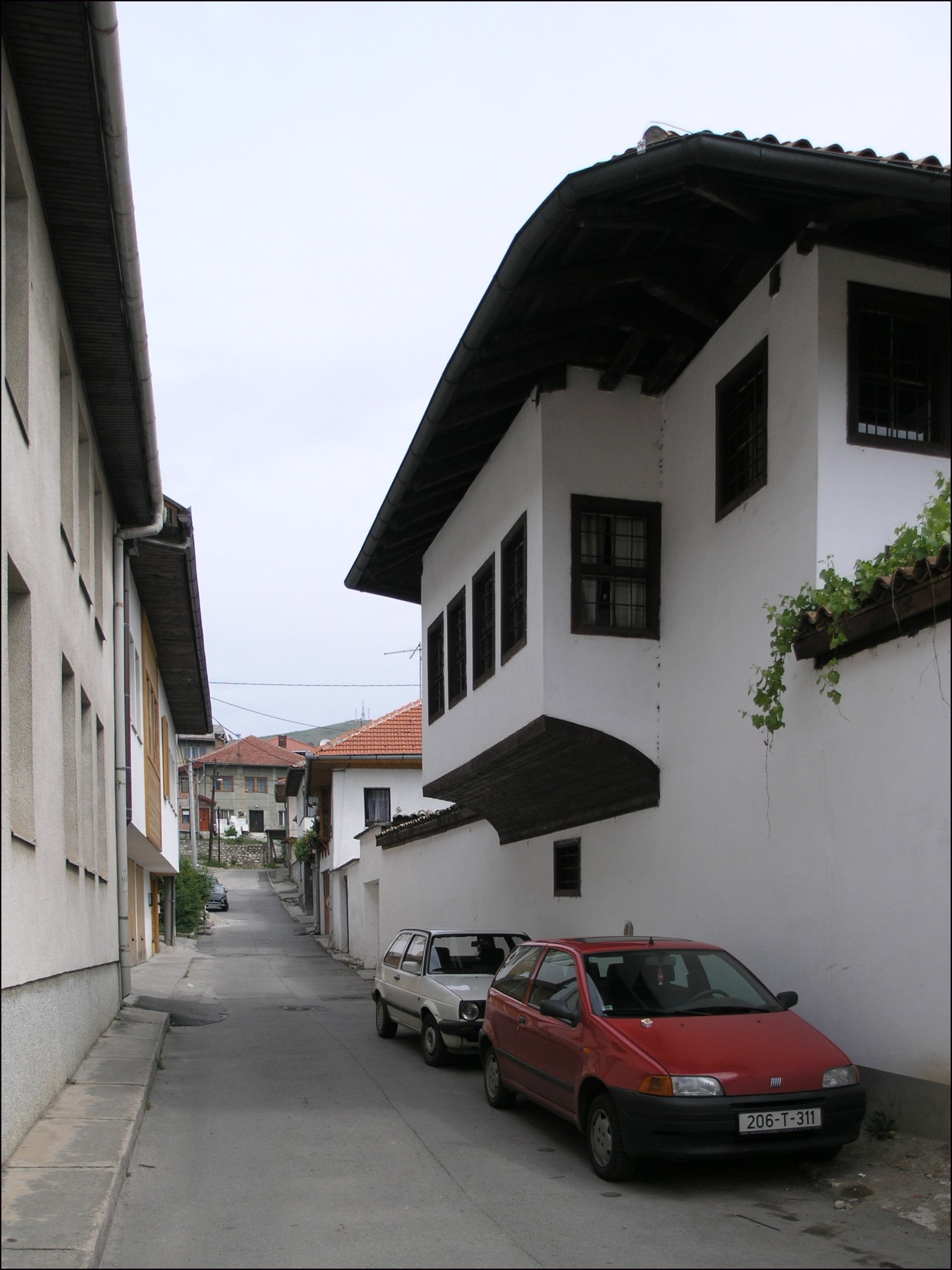
La facciata sulla strada
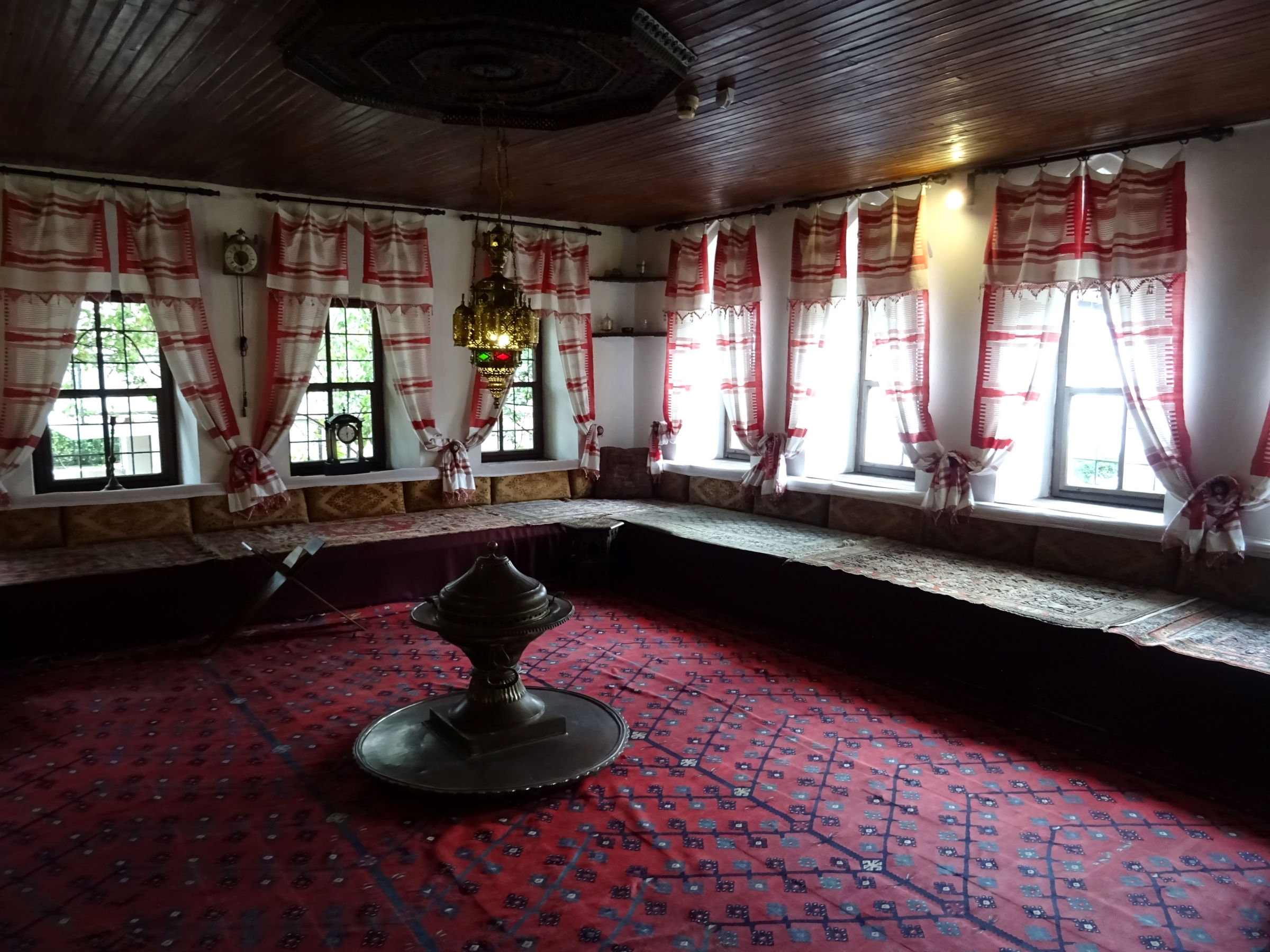
Interno della casa
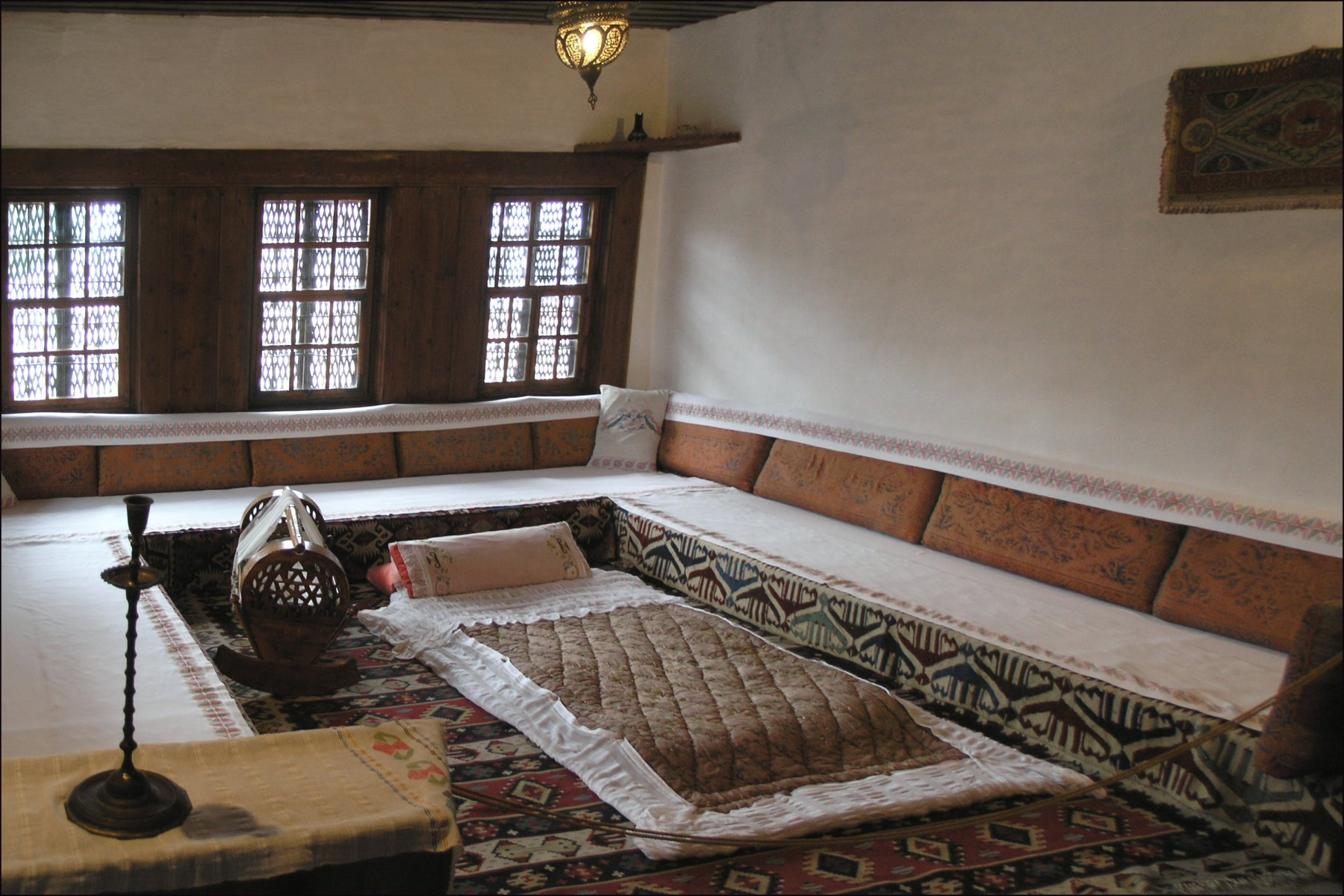
Camera da letto
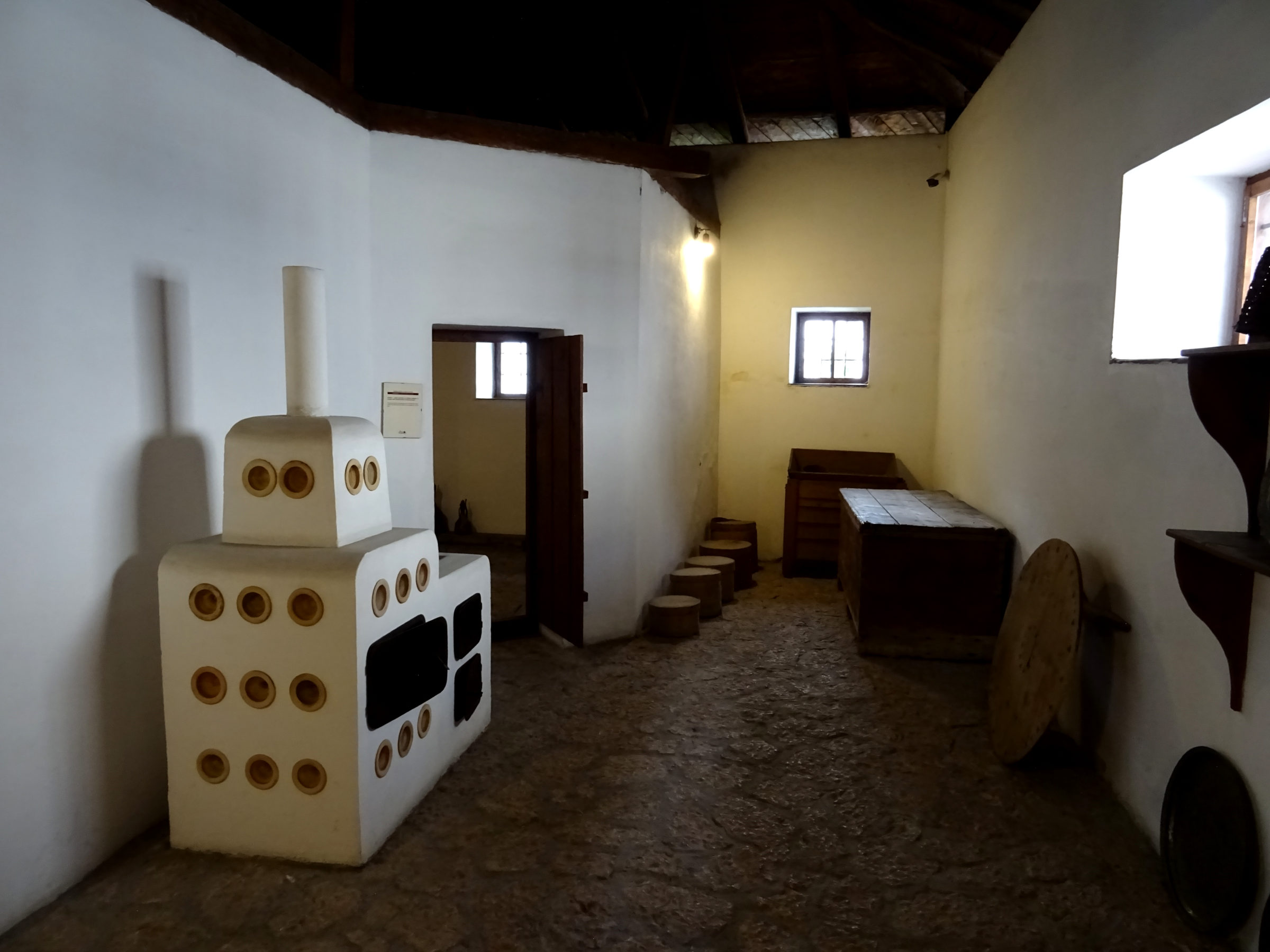
Cucina
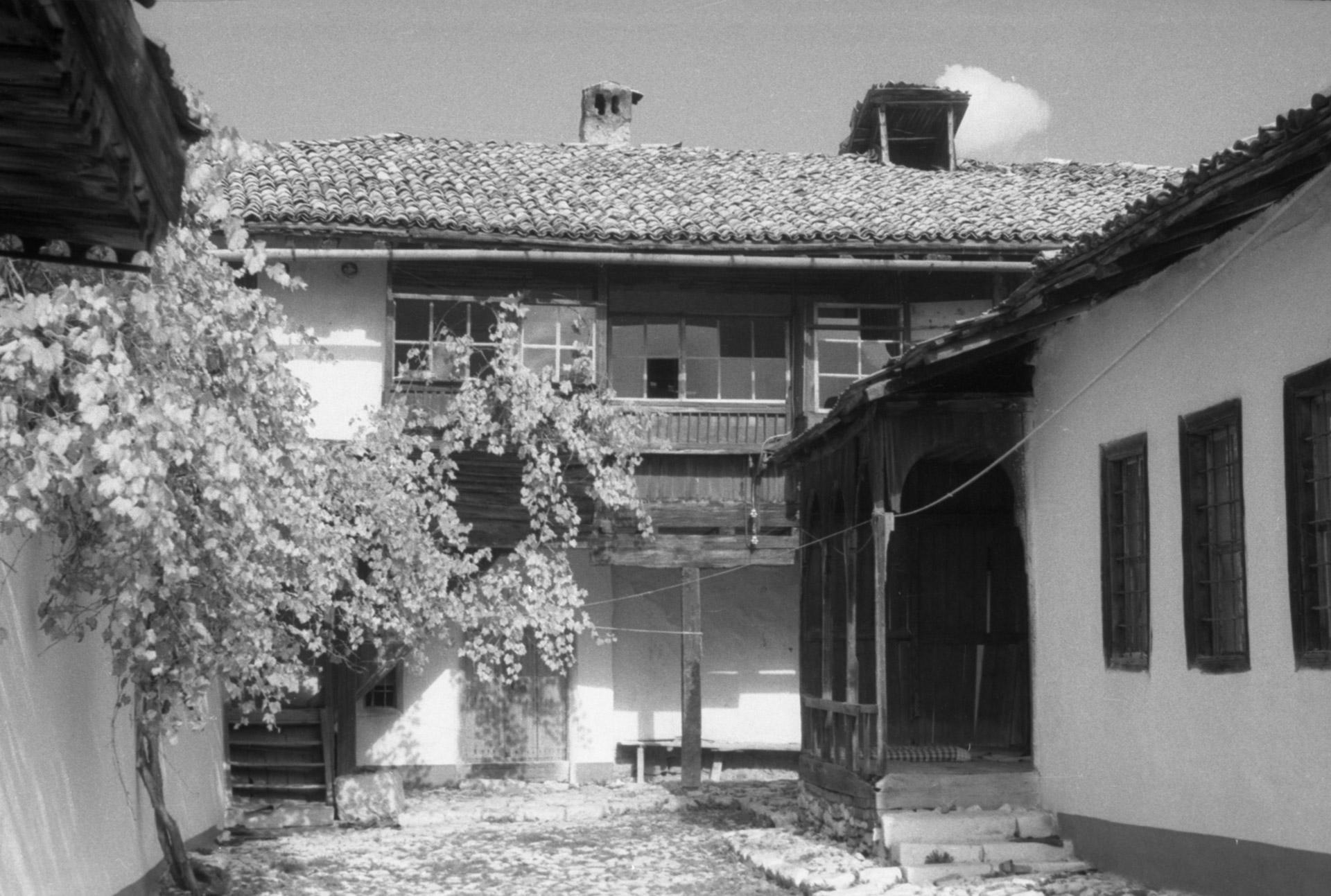
Cortile, intorno al 1960